# Castiglione di Sicilia

Localització de Castiglione di Sicilia

Castiglione di Sicilia (sicilià Castigghiuni di Sicilia) és un municipi italià, dins de la ciutat metropolitana de Catània. L'any 2006 tenia 3.448 habitants. Limita amb els municipis d'Adrano, Belpasso, Biancavilla, Bronte, Calatabiano, Francavilla di Sicilia (ME), Gaggi (ME), Graniti (ME), Linguaglossa, Maletto, Malvagna (ME), Mojo Alcantara (ME), Motta Camastra (ME), Nicolosi, Piedimonte Etneo, Randazzo, Roccella Valdemone (ME), Sant'Alfio, Taormina (ME) i Zafferana Etnea.

## Administració
| Període | Identitat       | Partit      |
| ------- | --------------- | ----------- |
| 2007-   | Claudio Scavera | Independent |